# والتر نپیر
والتر هنری ناپیر (زادهٔ ۱۸۷۵، تاریخ مرگ نامشخص) یک بازیکن فوتبال اهل انگلستان بود که به عنوان دروازه‌بان بازی می‌کرد. او در می ۱۸۹۵ با تیم لیگ دسته اول فوتبال برنلی قرارداد امضا کرد. او تنها بازی بزرگسالان خود را برای این باشگاه در ۲ سپتامبر ۱۸۹۵ در شکست ۱–۵ خارج از خانه مقابل وست برومویچ آلبیون انجام داد و مدت کوتاهی پس از آن باشگاه را ترک کرد.